# Lovozerotundran

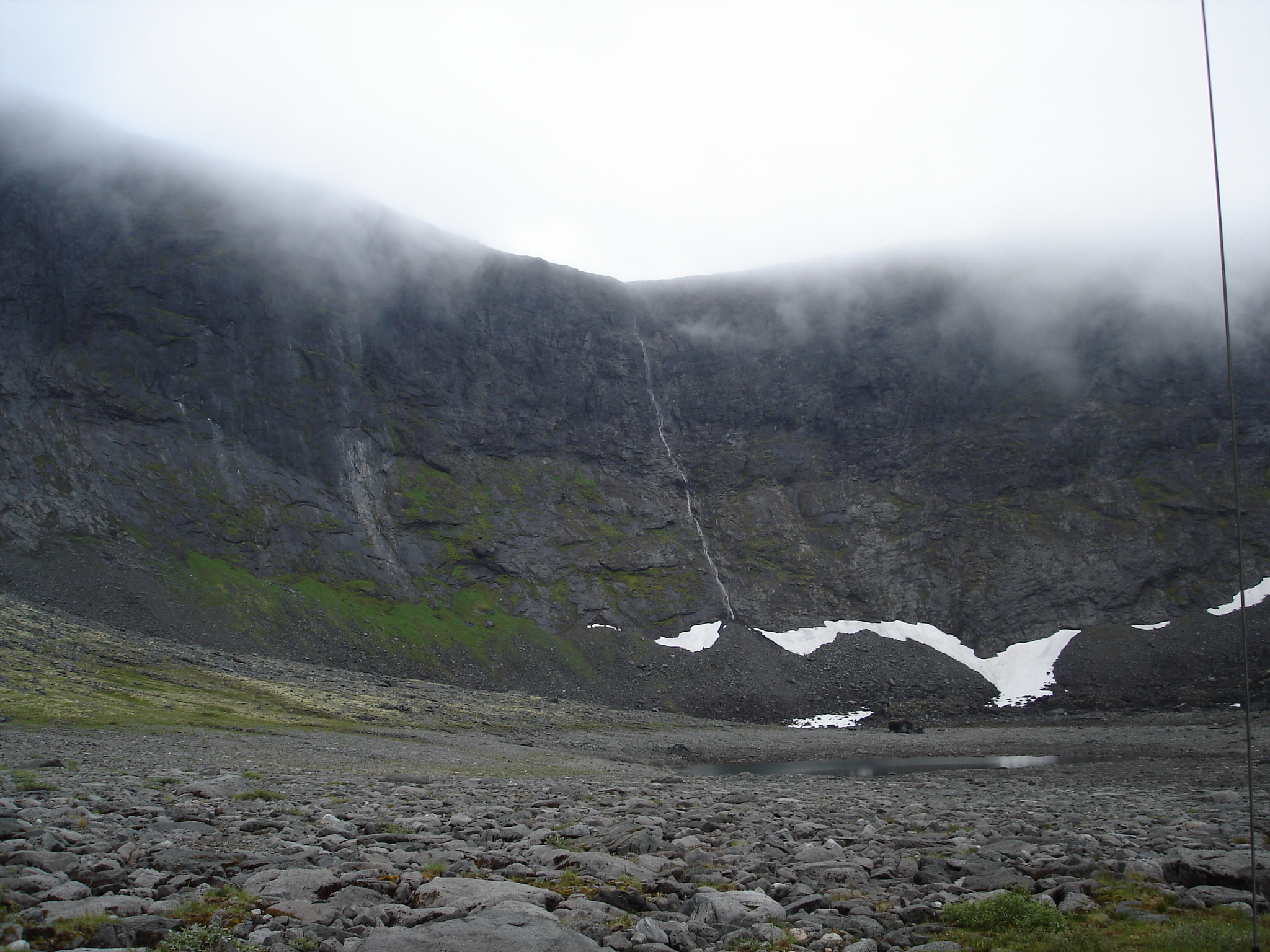
Lovozerotundran.

Lovozerotundran (ryska: Ловозёрские тундры, Lovoziorskije tundry) kallas det bergsområde som sträcker sig längs Kolahalvön i Murmansk oblast i nordvästra Ryssland. Den är uppkallad efter sjön Lovozero. Den högsta punkten är Angvundastjorr på 1 120 meters höjd över havet. Området angränsar till Chibinymassivet och sjön Umbozero.